# Chthonius ischnocheles ruffoi
Chthonius ischnocheles ruffoi es una subespecie de arácnido  del orden Pseudoscorpionida de la familia Chthoniidae.

## Distribución geográfica
Se encuentra en Italia.